# 阿維河
58°56′26″N 27°03′22″E / 58.9405331°N 27.05606461°E

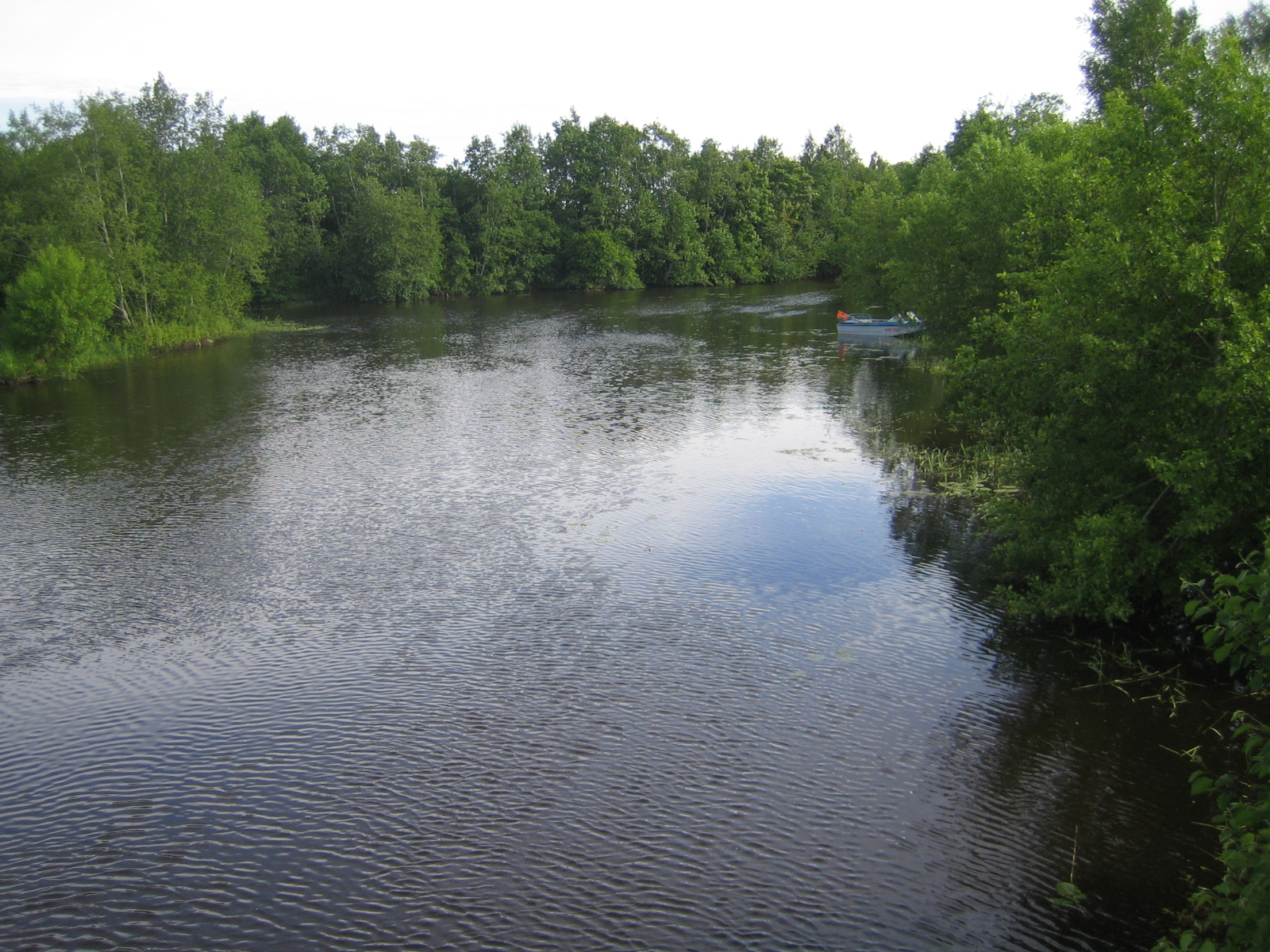

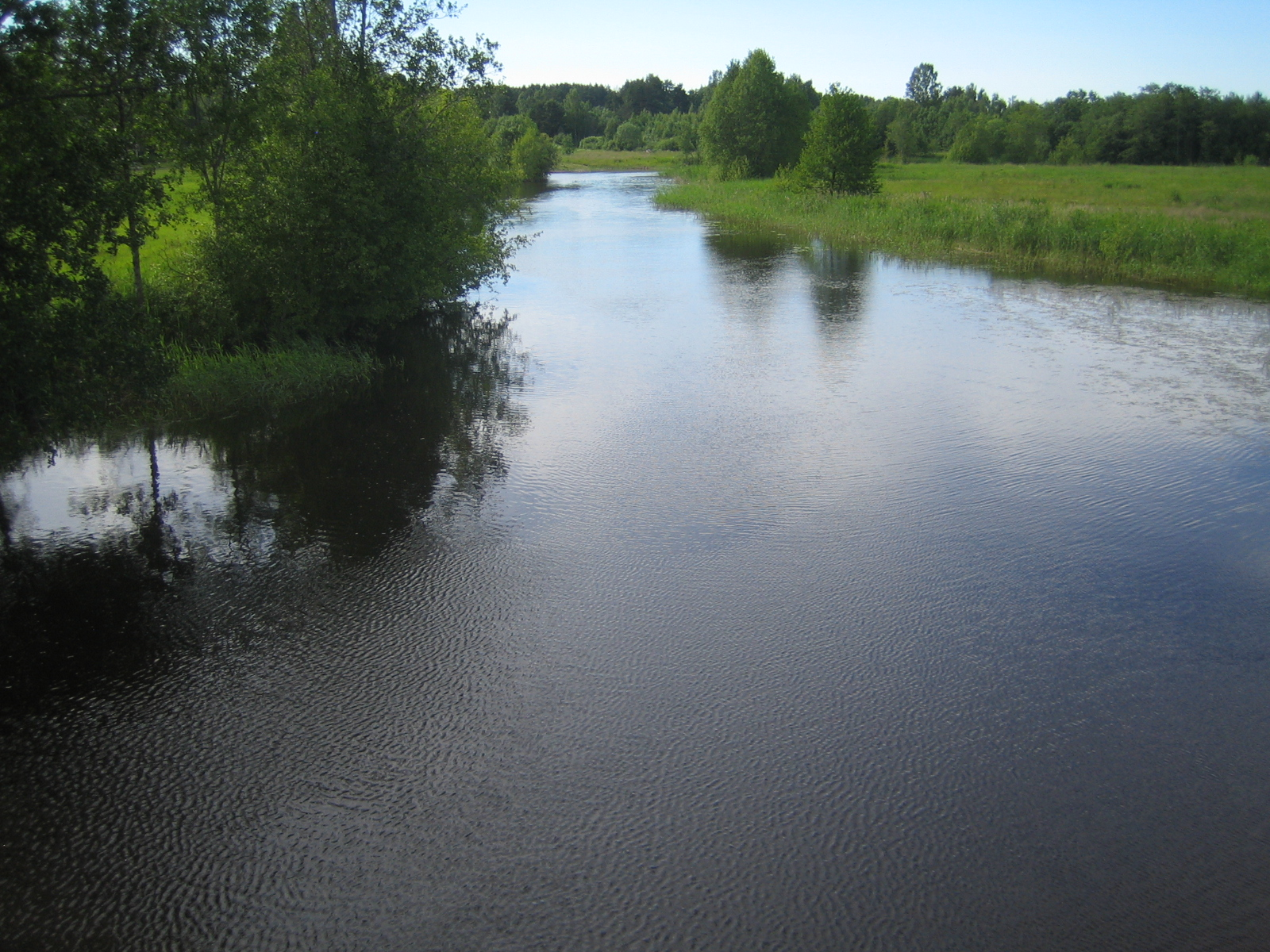

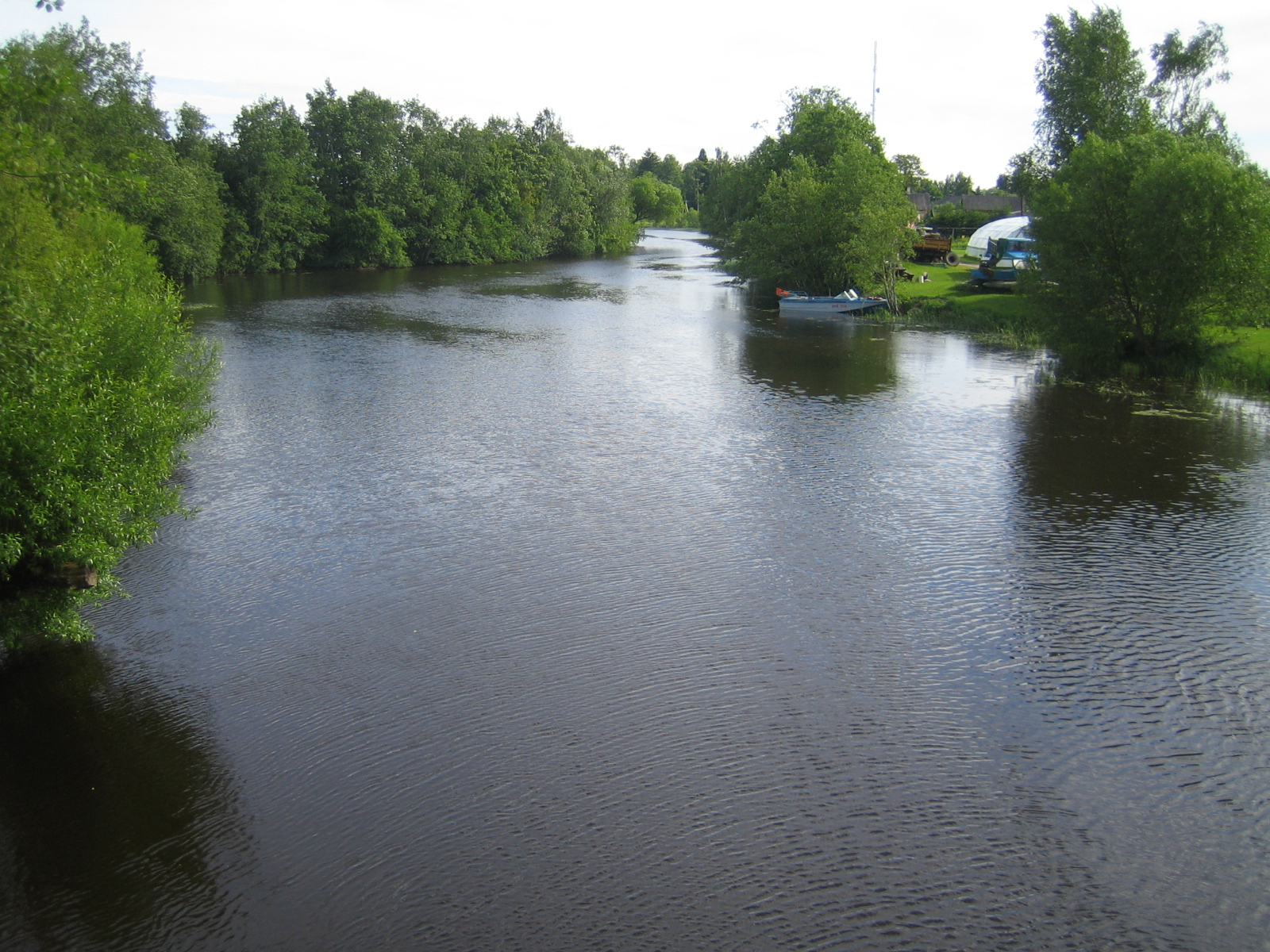

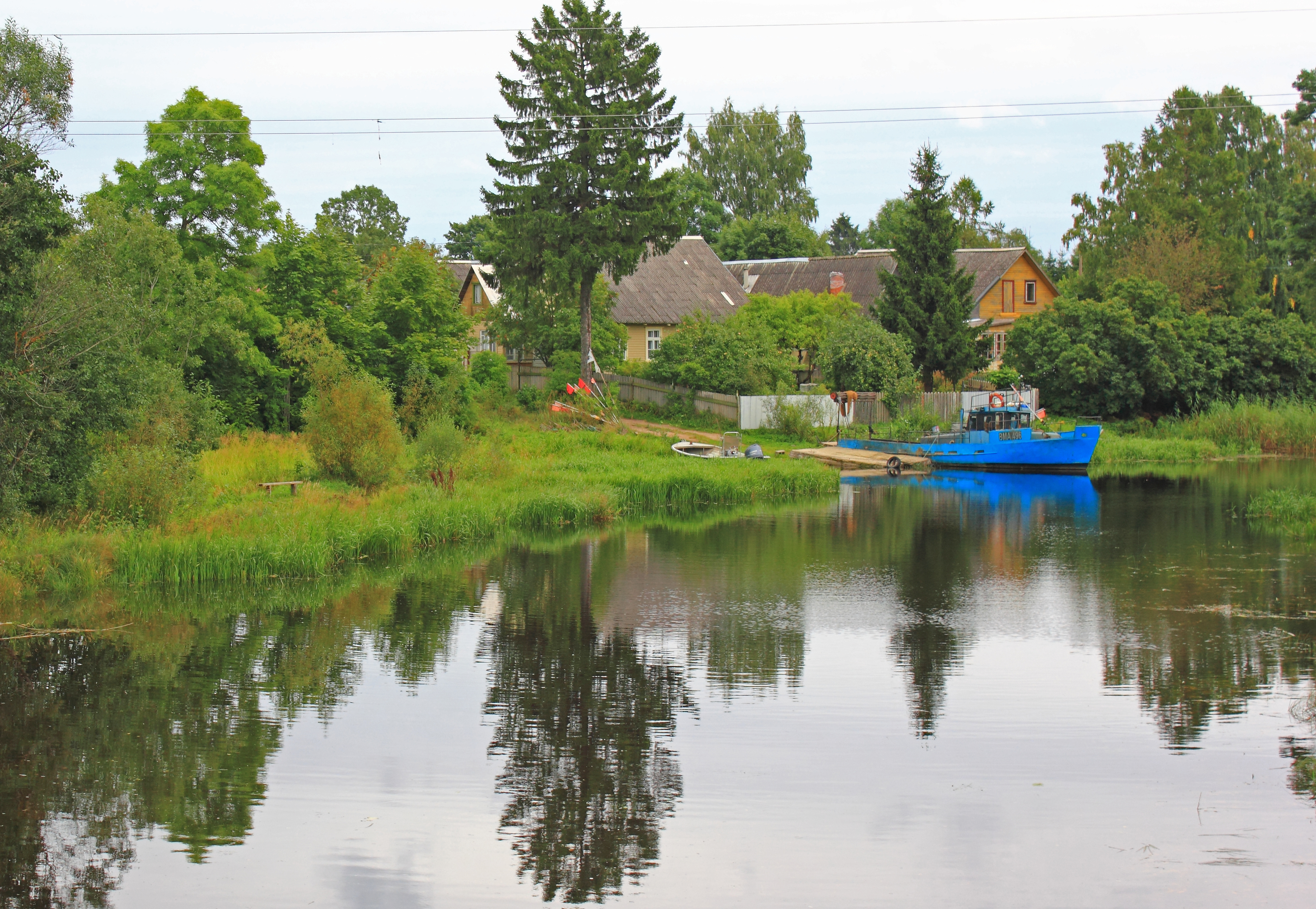

阿維河，是愛沙尼亞的河流，位於該國北部，發源自西維魯縣，該河流最終注入佩普西湖，河道全長48公里，流域面積為393平方公里。